# Horacio Agulla
Horacio Agulla (Buenos Aires, 22 ottobre 1984) è un rugbista a 15 argentino, ala - estremo del Hindú.

## Biografia
Nonostante coltivasse la passione del rugby fin da piccolo, Agulla corse il rischio di non poter mai praticare la disciplina: a 6 anni, infatti, gli fu diagnosticata un'osteocondriosi (o malattia di Legg-Pendres-Calvé) alla testa del femore destro; dopo la riabilitazione riuscì comunque a giocare, e oggi la sua gamba destra è più corta di 3 centimetri rispetto a quella sinistra.
Cresciuto nell'Hindú, formazione del dipartimento di Tigre, in provincia di Buenos Aires, con esso esordì nel campionato dell'Unión de Rugby de Buenos Aires, che vinse nel 2006, mentre a livello interprovinciale si assicurò due edizioni del Nacional de Clubes.
All'epoca era già internazionale per l'Argentina, avendo esordito nel 2005 a Buenos Aires con i Pumas contro Samoa; prese parte alla Coppa del Mondo di rugby 2007 in Francia, dove l'Argentina si piazzò terza assoluta, e nella stagione successiva fu ingaggiato nel Top 14 nelle file del Dax, per poi passare al Brive nella stagione successiva; con tale club esordì nelle competizioni europee (sconfitta esterna per 29-34 nell'ottobre 2008 contro Parma in Challenge Cup).
Nel 2010 si trasferì in Inghilterra al Leicester, e l'anno successivo prese parte alla Coppa del Mondo di rugby 2011 in Nuova Zelanda.
Quando nel 2012 l'Argentina fu ammessa al Rugby Championship e Agulla fu scelto tra i giocatori che avrebbero preso parte al torneo, il Leicester decise di sottoporre il rinnovo di contratto al giocatore alla sua rinuncia alla Nazionale, visto che non sarebbe stato disponibile per tutto il precampionato fino a ottobre, ma Agulla rifiutò l'accordo e il Leicester lo liberò a fine stagione.
Rimase tuttavia in Inghilterra perché pochi mesi più tardi firmò un accordo con il Bath con cui un anno dopo si accordò per il prolungamento, pur senza tuttavia renderne noto termini sia temporali che economici.
A seguire, prese parte anche alla Coppa del Mondo di rugby 2015, la sua terza consecutiva, in Inghilterra, conseguendo il quarto posto finale.

## Palmarès
- Campionati URBA: 1
Hindú Club: 2006
- Nacional de Clubes: 2
Hindú Club: 2003, 2005
- Coppe Anglo-Gallesi: 1
Leicester Tigers: 2011-12